# Persone di nome Mahmoud
| Questa pagina contiene informazioni ricavate automaticamente dalle voci biografiche con l'ausilio del template Bio e di un bot. L'aggiornamento è periodico e automatico e ricostruisce completamente la pagina. Se manca una persona in questa lista, sei pregato di non aggiungerla, ma accertati piuttosto che la sua voce biografica contenga il template Bio e che i dati anagrafici siano correttamente compilati. Se il template Bio manca, inseriscilo tu stesso o, in alternativa, metti l'avviso {{tmp\|Bio}} che ne segnala la mancanza. Se i dati riportati sono sbagliati, correggi direttamente la voce biografica; le modifiche saranno visibili in questa lista entro pochi giorni. Per chiarimenti vedi il progetto antroponimi. La lista contiene solo le 61 persone che sono citate nell'enciclopedia e per le quali è stato implementato correttamente il template Bio. Pagina aggiornata al 6 ago 2025. |

Questa è una lista di persone presenti nell'enciclopedia che hanno il nome Mahmoud, suddivise per attività principale.

## Allenatori di calcio(2)
- Mahmoud Fathallah, allenatore di calcio e ex calciatore egiziano (Dakahlia, n. 1982)
- Mahmoud Guendouz, allenatore di calcio e ex calciatore algerino (Algeri, n. 1953)

## Attivisti(1)
- Mahmoud Vahidnia, attivista iraniano (n. 1989)

## Calciatori(37)
- Mahmoud Abbas, calciatore keniota (Mombasa, n. 1956 - † 2017)
- Mahmoud Abdel Aati, calciatore egiziano (n. 1992)
- Mahmoud Genesh, calciatore egiziano (Alessandria d'Egitto, n. 1987)
- Mahmoud Kahraba, calciatore egiziano (Il Cairo, n. 1994)
- Mahmoud Abou El-Saoud, calciatore egiziano (Mansura, n. 1987)
- Mahmoud Al-Mawas, calciatore siriano (Hama, n. 1992)
- Mahmoud Al-Youssef, calciatore siriano (Laodicea, n. 1988)
- Mahmoud Alaa Eldin, calciatore egiziano (Il Cairo, n. 1991)
- Mahmoud Amnah, ex calciatore siriano (Aleppo, n. 1983)
- Mahmoud Bayati, calciatore e allenatore di calcio iraniano (Tehran, n. 1928 - † 2022)
- Mahmoud Bentayg, calciatore marocchino (Casablanca, n. 1999)
- Mahmoud Dahoud, calciatore tedesco (Amuda, n. 1996)
- Mahmoud Eid, calciatore palestinese (Nyköping, n. 1993)
- Mahmoud El Ali, calciatore libanese (Beirut, n. 1984)
- Mahmoud El-Gohary, calciatore e allenatore di calcio egiziano (Il Cairo, n. 1938 - Amman, † 2012)
- Mahmoud El-Nigero, calciatore egiziano
- Mahmoud Mokhtar El-Tetsh, calciatore egiziano (Il Cairo, n. 1905 - Il Cairo, † 1965)
- Mahmoud Ezzat, calciatore egiziano (Il Cairo, n. 1992)
- Mahmoud Gad, calciatore egiziano (El-Senbellawein, n. 1998)
- Mahmoud Ghorbel, calciatore tunisino (Sfax, n. 2003)
- Mahmoud Hamada, calciatore egiziano (n. 1993)
- Mahmoud Hamdy, calciatore egiziano (n. 1995)
- Mahmoud Hassan, calciatore egiziano (Kafr el-Sheikh, n. 1994)
- Mahmoud Saber, calciatore egiziano (n. 2001)
- Mahmoud Jaber, calciatore israeliano (Tayibe, n. 1999)
- Mahmoud Khamees, ex calciatore emiratino (Al Ain, n. 1987)
- Mahmoud Abu Warda, calciatore palestinese (Nablus, n. 1995)
- Mahmoud Saftar, ex calciatore libico (n. 1975)
- Mahmoud Marei, calciatore egiziano
- Mahmoud Metwalli, calciatore egiziano (Mansura, n. 1993)
- Mahmoud Mokhtar Saqr, calciatore egiziano (n. 1899)
- Mahmoud Shelbaieh, ex calciatore giordano (Amman, n. 1980)
- Shikabala, ex calciatore egiziano (Assuan, n. 1986)
- Mahmoud Wadi, calciatore palestinese (Khan Yunis, n. 1994)
- Mahmoud Wahid, calciatore egiziano (n. 1994)
- Mahmoud Yousef, calciatore palestinese (Acri, n. 1997)
- Mahmoud Za'tara, calciatore giordano (Amman, n. 1991)

## Cestisti(3)
- Mahmoud Abdeen, cestista giordano (Amman, n. 1987)
- Mahmoud Fawzi Abdel-Latif, ex cestista egiziano (Il Cairo, n. 1965)
- Mahmoud Abdul-Rauf, ex cestista statunitense (Gulfport, n. 1969)

## Dirigenti sportivi(2)
- Mahmoud Al-Khatib, dirigente sportivo e ex calciatore egiziano (Qarqirah, n. 1954)
- Mahmoud Taher, dirigente sportivo egiziano (Egitto, n. 1952)

## Giocatori di calcio a 5(1)
- Mahmoud Sadjadi, ex giocatore di calcio a 5 iraniano (n. 1961)

## Giuristi(1)
- Mahmoud Cherif Bassiouni, giurista egiziano (Il Cairo, n. 1937 - Chicago, † 2017)

## Lottatori(2)
- Mahmoud Abdelrahman, lottatore egiziano (Governatorato di al-Qalyūbiyya, n. 1997)
- Mahmoud Mollaghasemi, ex lottatore iraniano (Teheran, n. 1929)

## Poeti(1)
- Mahmoud Darwish, poeta, scrittore e giornalista palestinese (al-Birwa, n. 1941 - Houston, † 2008)

## Politici(4)
- Mahmoud Alavi, politico iraniano (Lamerd, n. 1954)
- Mahmoud Hojjati, politico iraniano (Najafabad, n. 1955)
- Mahmoud Jafarian, politico iraniano (Teheran, n. 1928 - Teheran, † 1979)
- Mahmoud Latif, politico e ingegnere egiziano (Il Cairo, n. 1953)

## Principi(1)
- Mahmoud Reza Pahlavi, principe iraniano (Teheran, n. 1926 - Los Angeles, † 2001)

## Schermidori(1)
- Mahmoud Younes, schermidore egiziano (n. 1915 - † 2001)

## Scrittori(2)
- Mahmoud Messaadi, scrittore e politico tunisino (Tazarka, n. 1911 - La Marsa, † 2004)
- Mahmoud Saeed, scrittore e blogger iracheno (Mosul, n. 1939 - Chicago, † 2025)

## Sollevatori(2)
- Mahmoud Fayad, sollevatore egiziano (Alessandria d'Egitto, n. 1925 - Alessandria d'Egitto, † 2002)
- Mahmoud Namdjou, sollevatore iraniano (Rasht, n. 1918 - Teheran, † 1989)

## Senza attività specificata(1)
- Mahmoud Asgari e Ayaz Marhoni, iraniano (Khūzestān, n. 1989 - Mashhad, † 2005)